# Sommer-Paralympics 2008/Teilnehmer (Puerto Rico)
| stlisierte Goldmedaille | stlisierte Silbermedaille | stlisierte Bronzemedaille |
| ----------------------- | ------------------------- | ------------------------- |
| —                       | —                         | 1                         |

Puerto Rico nahm mit drei Sportlern an den Sommer-Paralympics 2008 im chinesischen Peking teil.
Fahnenträgerin bei der Eröffnungsfeier war die Sportschützin Nilda Gomez Lopez, die auch die einzige Medaille der Mannschaft gewann.

## Teilnehmer nach Sportarten

### Leichtathletik
Männer
- Alexis Pizarro-Jimenez

### Schießen
Frauen
- Nilda Gomez Lopez, 1×  (10 Meter Luftgewehr stehend, Klasse SH1)

### Segeln
Männer
- Julio Reguero